# 몰디브의 코로나19 범유행
다음은 몰디브의 코로나19 범유행 현황에 대한 설명이다.
2019~20년 코로나바이러스 대유행은 쿠레두 리조트 & 스파에서 휴가를 보내고 이탈리아로 돌아온 이탈리아 관광객으로부터 2020년 3월 7일 몰디브까지 확산된 것으로 확인됐다. 몰디브 보건청은 몰디브에서 이 리조트 직원 2명을 모두 확인했다. 이에 따라 호텔은 여러 명의 관광객이 섬에 발이 묶인 채 폐쇄됐다. 3월 11일 현재 쿠레두, 빌라멘드후, 바탈라, 쿠라마티 섬 등의 섬 휴양지도 임시방역을 받고 있다. 예방 조치로 학교들이 문을 닫았다.

## 배경
세계보건기구(WHO)는 12일 2019년 12월 31일 처음 WHO의 주목을 받았던 중화인민공화국 후베이성 우한시의 한 집단에서 신종 코로나바이러스가 호흡기 질환의 원인임을 확인했다. 이 군단은 처음에 우한화난수산물도매시장과 연결되어 있었다. 그러나 실험실 확정 결과가 나온 그 첫 사례들 중 일부는 시장과 연관성이 없었고, 전염병의 근원은 알려져 있지 않다.
2003년 사스와 달리 COVID-19의 경우 치명률은 훨씬 낮았지만, 총 사망자 수가 상당할 정도로 감염 경로는 훨씬 더 컸다. COVID-19는 전형적으로 약 7일 정도의 독감과 유사한 증상을 보이며, 그 후 일부 사람들은 병원에 입원해야 하는 바이러스성 폐렴의 증상으로 발전한다. 3월 19일부터 COVID-19는 더 이상 "높은 결과 감염병"으로 분류되지 않았다.

## 검역 시설
몰디브 정부는 카푸 환초에 있는 휴양지 빌리바루를 격리시설로 바꾸었는데, 이 시설은 환자들이 호화로운 체류와 무료 의료 서비스를 누릴 수 있는 "세계 최초의 코로나바이러스 리조트"로 묘사되었다.

알리 와히드 관광부 장관에 따르면 몰디브는 2020년 3월 말 현재 2,288개의 침대를 검역할 수 있다.

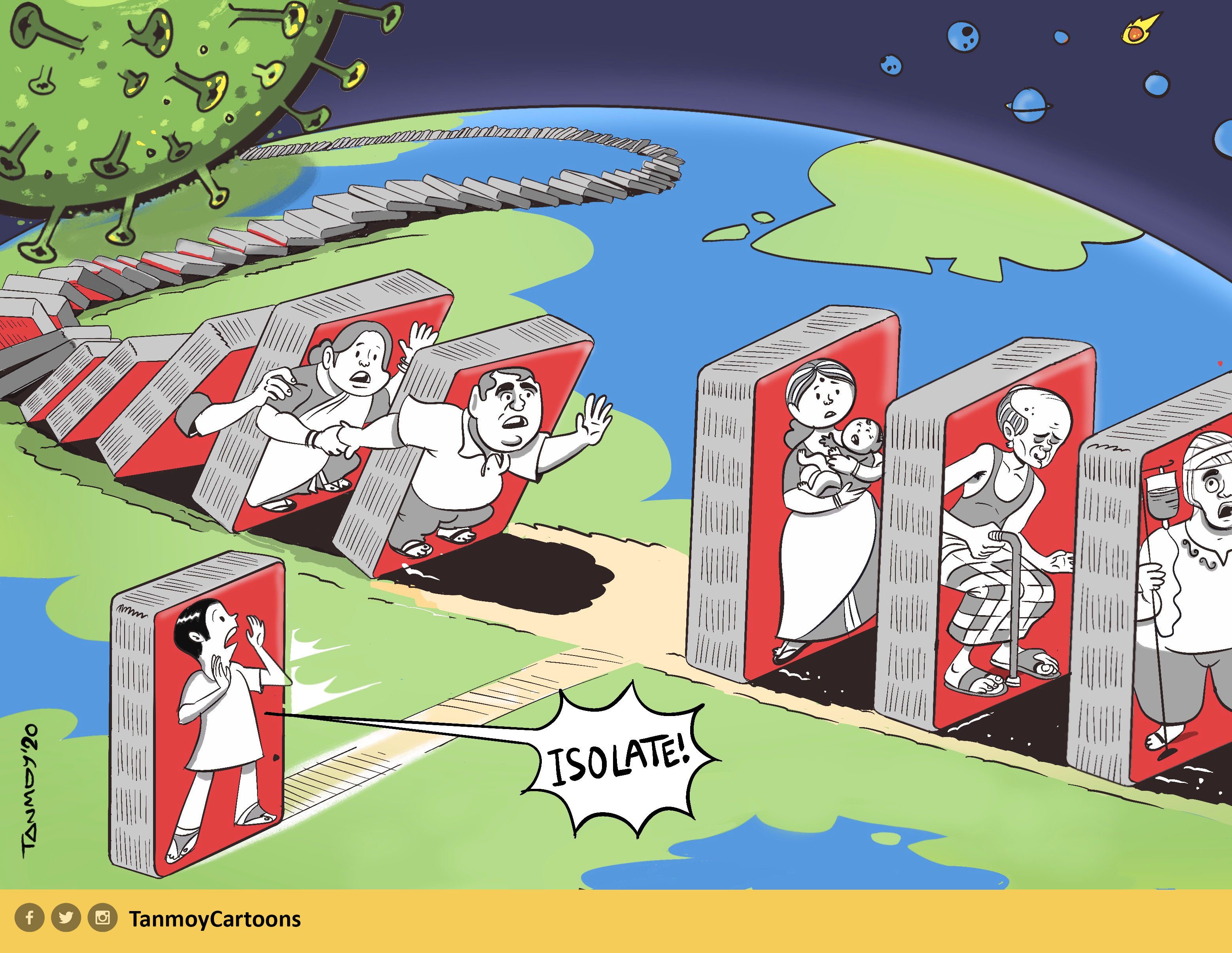
사회적 거리를 두는 것은 COVID-19 전송 속도를 감소시키고 그것이 발병이 되기 전에 그것을 멈추게 한다. 사랑하는 사람과 자신을 구하기 위해서는 모든 시민이 열의를 가지고 그것을 따라야 하고 스스로를 격리로 만들어야 한다.

## 영향
몰디브의 경제는 관광에 의존하고 있는데, 이 관광은 전염병 속에서 여행 제한으로 인해 심각하게 감소했다. 전문가들은 경기 위축과 특히 중국에 대한 외채 상환에 어려움이 있을 수 있다고 경고했다.

## 같이 보기
- 나라별 코로나19 범유행
- 아시아의 코로나19 범유행
- 코로나19 범유행에 대한 나라별 대응